# 橋井真
橋井 真（はしい まこと、1902年3月18日 - 1977年11月11日）は、日本の商工官僚。

## 来歴・人物
海軍中将であった川島令次郎の三男として生まれる。
東京府立一中、一高を経て、昭和2年3月、東京帝国大学法学部政治学科卒。4月に商工省に勤務、11月高等試験行政科に合格した。
昭和10年5月、内閣調査局調査官となり、以後、調査局→企画庁→企画院と、企画院のその改変・拡大時に植村甲午郎、黒田鴻伍のもとで勤務、いわば「革新官僚」、あるいは「経済新体制」組の一人である。昭和12年12月には、商工省に戻り、機械局一般機械課長・総務課長などを経て、昭和16年1月には総務局に移動、5月、中華民国の経済顧問就任。以後、軍需省秘書課長兼内閣総理大臣秘書官、機械局長。
終戦後は、商工省参事官(経済連絡部長)、内閣官房内閣審議室、経済安定本部第1本部長を経て退官。東京計器製作所会長・社長、日本銀行政策委員会委員（昭和49 - 52年）を歴任。昭和28年に接収解除貴金属及びダイヤモンド関係事件に関し衆議院行政監察特別委員会に証人喚問された。墓所は多磨霊園。